# Newsday
Newsday es un periódico publicado en Long Island y partes de la ciudad de Nueva York, aunque se vende en toda la zona metropolitana de Nueva York. En primavera de 2013, la tirada diaria de Newsday (377.000 ejemplares vendidos) le convierte en el decimotercer periódico más vendido en Estados Unidos y el más popular de una zona suburbana. El periódico ha sido ganador de 19 premios Pulitzer y ha quedado finalista en varias otras ocasiones.
La sede del periódico y la empresa Newsday LLC está en Melville, Long Island.

## Historia
Fundado por Alicia Patterson, el primer ejemplar salió el 3 de septiembre de 1940. En 1970 pasó a ser parte de la cadena Times Mirror Co., entonces propietaria del Los Angeles Times. En 2000, Times Mirror se fusionó con la empresa Tribune Company, asociando Newsday con el canal de televisión WPIX, también propiedad de Tribune.
En abril de 2008 se divulgó que el director de News Corporation, Rupert Murdoch, quería comprar Newsday por 580 millones de dólares. Al final, fue vendido a la compañía Cablevision de la familia Dolan, fundadores de HBO y propietarios de los equipos New York Knicks y New York Rangers, del canal de noticias por cable News12 y del palacio de deportes Madison Square Garden. Newsday pasó a ser propiedad de Altice USA, una subsidiaria de Altice N.V. en los Países Bajos, tras la venta de parte de Cablevision a esa compañía en junio de 2016. Sin embargo, para julio de 2016, Altice vendió un 75 por ciento de interés en la compañía a Patrick Dolan, cediendo nuevamente control de la publicación y otros medios afiliados bajo la corporación Newsday Media Group a esa familia de Long Island.

## Estilo editorial
Aunque tiene un tamaño tabloide (asociado en los Estados Unidos con publicaciones sensacionalistas), Newsday no tiene fama de ser sensacionalista, a diferencia que otros tabloides como el New York Daily News o el New York Post.